# Enyalioides palpebralis
Espèce
Synonymes
- Enyalius palpebralis Boulenger, 1883

Enyalioides palpebralis est une espèce de sauriens de la famille des Hoplocercidae.

## Répartition
Cette espèce se rencontre au Pérou, en Bolivie et au Brésil en Acre.

## Publication originale
- Boulenger, 1883 : Description of a new species of lizard of the genus Enyalius. Proceedings of the Zoological Society of London, vol. 1883, p. 46 (texte intégral).